# Legio I Germanica
Legio I Germanica (Legio prima Germanica) byla legie starověkého Říma, kterou údajně naverboval Julius Caesar v roce 48 př. n. l., aby mohl zaútočit na Pompeia. V roce 70 po povstání Batavů se zbývající vojáci přidali do Galbovy sedmé legie VII Gemina. Znak Legio I Germanica není znám, možná jím byl býk.

## Vznik
Existují dvě teorie, jak Legio I Germanica vznikla. Pravděpodobně tuto legii naverboval Julius Caesar v roce 48 př. n. l., aby ji mohl použít v občanské válce proti Pompeiovi. V tom případě mohla legie bojovat v bitvě u Farsálu.
Druhá teorie je taková, že legii naverboval Caesarův patricij Gaius Vibius Pansa Caetronianus, který zemřel v bitvě u Forum Gallorum v roce 43 př. n. l. pod velením Marca Antonia. V této bitvě bylo Antoniovo vojsko poraženo. Legio I Germanica byla naverbována pro toto tažení.
Později legii zdědil Augustus, který měl právo tuto legii přejmenovat na Legio I Augusta, avšak neučinil tak.

## Nezdar v Hispánii
Po občanské válce není kariéra Legio I Germanica zcela známa. Pravděpodobně se zúčastnila tažení v Hispánii proti Kantábrii vedené Marcusem Agripou. Nápisy na španělských mincích ukazují, že mezi roky 30 a 16 př. n. l. byly některé legie umístěny v Hispánii Terraconensis. Tyto legie bojovaly v Kantábrijské válce. Cassius Dio řekl, že jedna legie byla zbavena svého názvu 'Augusta' za to, že se v jedné z bitev otočila zády k nepříteli a dala se na ústup. Dva odkazy ukazují na to, že se jednalo o Legio I Germanica. Možná proto této legii chybí název a znak.

## Služba v Germánii
Kolem přelomu století se Legio I objevila na hranici podél Rýna. Tacitovy Letopisy uvádějí, že legie obdržela standarty od Tiberia. Toto tvrzení však nemusí být pravdivé, protože standarty dostávaly pouze nové nebo reorganizované legie. Avšak legie mohla být reorganizována po nezdaru v Hispánii. V tom případě nosila orla aquila a jednotlivé manipuly dostaly nové vexillum (standarty nesené na žerdi).
Pro slavné služby v Germánii byla legie vykoupena z předchozích nezdarů a získala titul Germanica. Jaká vítězství dosáhla však není známo. S největší pravděpodobností byl titul Germanica udělen legii ve službách Nerona Claudia Drusa, při jeho odvetných a průzkumných taženích proti germánským kmenům. Drusus byl u vojáků velmi populární. Byla čest být v jeho službách. Drusus byl ujištěn, že jeho muži byli právem poctěni titulem Germanica.
Legie byla původně umístěna na Oppidum Ubiorum (Colonia Agrippina) v nové provincii Dolní Germánie. V té době bylo v provincii pět legií. Správcem provincie a velitelem legií byl Publius Quinctilius Varus. V roce 9 Varus a tři legie byly odlákány na sever. Bitva v Teutoburském lese byla jedna z největších porážek římského vojska, ve které byly všechny tři Varovi legie téměř vyhlazeny. Legio I byla jedna ze dvou legií, která zůstala v táboře pod velením legátů a nižších důstojníků. Legio I velel Varův synovce Lucius Asprenas.

## Vzpoura legií na hranici s GermániíLimes Germanicus
Po Varově porážce převzal velení armády na Rýnu Tiberius, který posílil vojsko na osm legií. Když se Tiberius roku 13 vrátil do Itálie, převzal velení nad legiemi Germanicus. Roku 14 zemřel první římský císař Augustus a jeho nástupcem se stal Tiberius.
Poté vypukla vzpoura legií na hranici s Germánií. Příčinou této vzpoury byla změna císařů, vyhlídky na nepokoje a zisk z případné občanské války.
Při jednání o smrti Augusta a nástupu Tiberia nechal Junius Blaesus, velitel letního tábora v Panonii, své muže odpočinout od vojenských povinností.
Jeden voják jménem Percennius, který byl divadelním hercem, než vstoupil do služby, uměl díky svým hereckým zkušenostem vyburcovat dav. Začal postupně ovlivňovat vojáky. Hovořil k nim nejdříve skrytě při soumraku či v noci. Tím kolem sebe shromáždil skupinu vojáků stejně smýšlejících. Začali se dožadovat práv vojáka. Požadovali zkrácení vojenské služby na 16 let z dosavadních 25 až 30 let. Dále požadovali zvýšení denního žoldu. Junius Blaesus se pokusil vojákům domluvit a dokonce nabídl spáchat sebevraždu, aby situaci urovnal, ale jeho snaha byla ignorována. Nakonec poslal svého syna jako tribuna lidu s požadavky vzbouřených vojáků za Tiberiem. Tím situaci uklidnil.
Vzpoura se však rozšířila na posádku v nedalekém Nauportu. Tato posádka stavěla cesty, mosty a další potřebné stavby. Při cestě do tábora vzbouřenci zatkli svého velitele Rufa a nutili ho, aby pochodoval v čele kolony a nesl těžká zavazadla. Během cesty plenili okolní vesnice. Po příjezdu do tábora znovu rozpoutali vzpouru. Junius Blaesus několik vzbouřenců zatkl a pro výstrahu je dal zmrskat a zavřít do vězení. Ostatní vzbouřenci je však z vězení vysvobodili.
Když se o povstání dozvěděl Tiberius, poslal k nim syna Drusa Julia Caesara s předními občany a dvěma kohortami své tělesné stráže, aby učinil potřebná opatření. Blížícímu se Drusovi vyšli vzbouřené legie vstříc jaksi z povinné úcty, nikoli s radostí jako obyčejně. Když Drusus vtáhl do tábora, ihned nechal obsadit brány silnými strážemi a dal se do vyjednávání. Avšak ani Drusus zprvu neuspěl.
Pomohla mu však náhoda. V noci totiž došlo k zatmění měsíce a vojíni tohoto úkazu neznajíce si to vyložili jako neblahé znamení. Drusus toho využil a povolal setníka Clementa a ostatní vojáky, kteří byli mezi mužstvem oblíbeni, aby vzbudili v ostatních vojácích naději, pokud se přestanou bouřit, či strach, pokud budou dál neposlušní.
Ráno Drusus znovu promluvil k vojákům a slíbil, že když se vojsko obrátí k poslušnosti, napíše Tiberiovi, aby milostivě přijal prosby legií. S dopisem poslal Blaesa, Lucia Aponia a Catonia. Ovšem, aby si vojáci uvědomili své provinění a aby si v budoucnu rozmysleli své konání, dal pro výstrahu Vibulena a Percenia usmrtit. Ostatní přední buřiči, kteří se snažili utéct, byli pochytáni a pobiti.
Skoro ve stejný čas a z týchž příčin se vzbouřily legie germánské, avšak s daleko větší prudkostí. Na břehu Rýna byla dvě vojska: vojsko Horní Germánie pod velením legáta C. Silia, Dolní Germánii velel legát A. Caecina. Vrchní velení měl Germanicus. Vojsko Horní Germánie vyčkávalo osudu cizího odboje, vojíni Dolní Germánie však upadli v zuřivost. Bouřit se začala Legio XXI Rapax, Legio V Alaudae a nechala se strhnout Legio I Germanica a Legio XX Valeria Victrix. Legát Caecina se jim neodvážil stavět na odpor. V náhlém výbuchu šílenství se vrhli na setníky, kteří byli odedávna předmětem nenávisti vojáků a předmětem zuřivosti. Povalili je, zmrskali a zbili. Potom rozsápaná, některá i mrtvá těla setníků naházeli za násep nebo do řeky.
Germanicus nebyl přítomen, protože prováděl odhad majetku v Galii. Když uslyšel o vzpouře legií, chvatně se vydal na cestu. Před tábor mu vojáci vyšli vstříc, s očima jakoby z lítosti k zemi sklopenýma. Když vstoupil do tábora a viděl vojsko v nepořádku, nechal nastoupit manipuly. Jednotky poslechly jen váhavě. Pak se dal do řeči. Začal oslavou Augusta, přešel k vítězstvím a triumfům Tiberiovým a zvláště oslavoval činy, které legie vykonaly v Germánii. Pak se dotkl vzpoury otázkou, kde je vojenská kázeň a poslušnost? Kam vojáci vyhnali tribuny a kde jsou setníci? Vojáci se hájili, obnažujíce rány, jizvy a modřiny, jak těžce se mají. Jak mají skromný žold, tvrdou práci hlavně na náspu a příkopech. Jak dlouhá je vojenská služba. Někteří se dožadovali peněz, odkázaných závětí Augusta a projevovali věrnost, kdyby chtěl Germanicus svrhnout Tiberia a chopit se vlády. To Germanicus nechtěl poslouchat a chtěl odejít, ale nastavili proti němu zbraně, aby se vrátil na řečniště. On však volal, že raději zemře, než aby porušil věrnost. Vytrhl meč od boku a chtěl spáchat sebevraždu. Nejblíže stojící ho zastavili, ale ozval se jeden voják jménem Kalusidius, který mu drze nabídl vlastní ostřejší meč. To se zdálo některým z davu projevem mravní zvrhlosti. V náhlém zmatku odvedli přátelé Germanica do stanu.
Tam se po zralém uvážení rozhodl vypsat list jménem císaře, že se propouštějí ti, kteří mají víc než 20 let služby. Zproštěni těžkých prací byli vojáci sloužící víc než 16 let, při napadení nepřítelem však musí bojovat. Výslužné se jim vyplatí a zdvojnásobí.
Mzda měla být vyplacena v zimním táboře prostřednictvím tribunů. Vojsko však vytušilo, že vše bylo smyšleno jen pro tuto chvíli a žádali výslužné ihned. Vysloužilci Legio V Alaudae a Legio XX Valeria Victrix neodtáhli z letního tábora dříve, dokud nedostali peníze, sehnané z pokladny samotného Germanica. Legie Legio I Germanica a Legio XX Valeria Victrix odvedl legát Caecina do zimního tábora Ubiů, ale pro jistotu legie pokladnici vojevůdci ukradli a nesli ji mezi prapory a orly. Germanicus se odebral k hornímu vojsku. Tam usmířil legie Legio II Augusta, Legio VIII Augusta a Legio XVI Gallica, legie Legio XIV Gemina trochu váhala. Vyplatil jim peníze a propuštění, aniž by o to žádali …
Avšak další vzpoura vypukla u posádky záložních oddílů na území Chauků, nespokojenci však byli zaraženi okamžitou popravou dvou vojínů. Rozkaz k ní dal velitel tábora M. Ennius, spíše pro výstrahu než podle práva, jemu příslušného. Pak odvedl vojsko zpět do zimního tábora. Vojáci byli sice pobouřeni, ale neodvážili se ničeho.
Zatím do zimního tábora Ubiů dorazil i Germanicus. V tomto táboře pravidelně přezimovaly Legio I Germanica a Legio XX Valeria Victrix a nyní zde přezimoval také oddíl nedávno propuštěných vysloužilců. Do tábora za Germanicem dorazili vyslanci senátu, kteří měli vyplatit vojákům smluvený žold. Některé vojáky z řad vysloužilců a legií však posedl strach, že vyslanci přišli zmařit vše, co si vzpourou vynutili. Za hluboké noci vypáčili vchodové dveře domu Germanica, vyvlekli ho z ložnice a pod hrozbou smrti ho donutili vydat prapor. Vyslanci spěchali rychle ke Germanicovi, když slyšeli o vzpouře. Vzbouřenci je však chytili, začali je urážet chystajíce se je zabít, hlavně vůdce poselstva Munacia Planca, bývalého konzula. V nebezpečí života hledal útočiště v táboře první legie. Tam ho před jistou smrtí zachránil orlonoš Kalpurnius.
Ráno dal Germanicus přivést k sobě na řečniště Planca. Vytýkal vojákům nesmyslné noční běsnění, při kterém šlo o život jak Plancovi, tak samotnému Germanicovi. Oznámil všem, s jakým poselstvím vlastně vyslanci přišli a jak velkou hanbu na sebe uvalila legie, vždyť vyslanci přišli vyplatit smluvený žold. Pak nechal shromáždění rozpustit.
Přátelé Germanicovi vytýkali, že není přísný na vzbouřené vojáky. Že by měl požádat o podporu loajálního horního vojska a vzpouru tvrdě potlačit, když propuštění ze služby, peníze a mírná opatření nepomohla. Místo toho nechá nejen sebe, ale i svého syna a těhotnou manželku v nebezpečí života ?
Dal jim za pravdu. Proto donutil svou manželku Agrippinu, aby raději odešla se svým synem a družinou pod ochranu Treverů, tedy pod cizí ochranu.
Ve vojácích však byl vzbuzen stud, když viděli, jak žalostně odchází průvod vznešených žen a dětí. Římské ženy s dětmi by měly být pod ochranou Římanů a ne pod ochranou Galů. Proto Agrippině zastoupili cestu a prosili, aby se vrátila. Toho využil Germanicus a promluvil k shromážděným vojákům.
Vojáci přiznávajíce správnost výtek prosili, aby viníky potrestal, ostatním aby odpustil a vedl je na nepřítele. Sami vojáci spoutali největší buřiče. Přivlekli je k legátu první legie C. Caetroniovi, který jednoho po druhém soudil a trestal.
Po tomto urovnání poměrů musel Germanicus potlačit ještě další vzpouru. Stále se bouřili vojáci Legio V Alaudae a Legio XXI Rapax, kteří nyní přezimovali v táboře Castra Vetera. Stále přetrvávali ve své zarputilosti. Proto se Germanicus chystal dopravit po Rýnu své vojsko hodlaje bojovat, bude-li mu odepřena poslušnost.
Vojsko bylo již připraveno zaútočit, ale Germanicus nechal vzbouřencům ještě chvíli čas, kdyby se chtěli sami o sebe postarat podle vzoru legií v táboře Ubiů. Proto poslal dopis Caecinovi, ve kterém stálo, že zanedlouho s vojskem zaútočí, pokud neodpraví zlosyny dříve. Caecina dopis tajně přečetl věrným a loajálním vojákům, kteří se ve smluvený čas vrhli s mečem na nic netušící hanebníky. Poslední vzpoura byla takto potlačena.
Vojsko náhle posedla touha po tažení na nepřítele, čímž se chtěli očistit od šíleného řádění. Germanicus povolil touze vojska bojovat. Dal vystavět most, po kterém převedl 12 000 mužů z legií, 26 kohort spojeneckých, 8 čet jízdy a táhl dál temnými hvozdy na Germány. Zvědové přinesli zprávu, že Germáni slaví nějaký svátek, že jsou opilí, bez strachu a dokonce bez hlídek. Vojsko vyrazilo v noci na nic netušící Germány. Germáni byli tak překvapeni, že se nestačili bránit. To vraždění pobouřilo okolní Germánské kmeny Bruktery, Tubanty a Usipety, kteří urychleně obsadili hvozdy, jimiž se vojsko muselo vracet. Germanicus to však tušil a byl ve střehu. Část jízdy i kohorty táhly vpředu, za nimi Legio I Germanica, levý bok kryla Legio XXI Rapax, pravý bok Legio V Alaudae a Legio XX Valeria Victrix chránila záda. Potom táhli ostatní spojenci. Germáni začali lehce dorážet na boky, potom plnou silou udeřili na zadní voj, čímž způsobili v zadních řadách zmatek. Germanicus rychle přicválal k Legio XX Valeria Victrix a hlasitě volal: "To je pravá chvíle k smazání vzpoury. Bojujte a vinu rychle obraťte v čest!" Vojáci vzplanuli a jediným útokem zatlačili nepřítele na širá pole a vraždili.